# Ioannis Kalogeropoulos
Ioannis Kalogeropoulos (Grieks: Ιωάννης Καλογερόπουλος) (11 januari 1994) is een Grieks baanwielrenner. In 2020 behaalde hij een derde plaats op de teamsprint tijdens de Europese kampioenschappen in Plovdiv.

## Overwinningen
| Jaar     | GK                           | EK         | WK       | Overig   |
| Junioren | Junioren                     | Junioren   | Junioren | Junioren |
| -------- | ---------------------------- | ---------- | -------- | -------- |
| 2012     | keirin                       |            |          |          |
| Elite    |                              |            |          |          |
| 2012     | teamsprint                   |            |          |          |
| 2013     |                              |            |          |          |
| 2014     | 1km tijdrit                  |            |          |          |
| 2015     | 1km tijdrit                  |            |          |          |
| 2016     |                              |            |          |          |
| 2017     |                              |            |          |          |
| 2018     | keirin, 1km tijdrit · sprint |            |          |          |
| 2019     | teamsprint, keirin · sprint  |            |          |          |
| 2020     | teamsprint, sprint           | teamsprint |          |          |